# 鹼粽

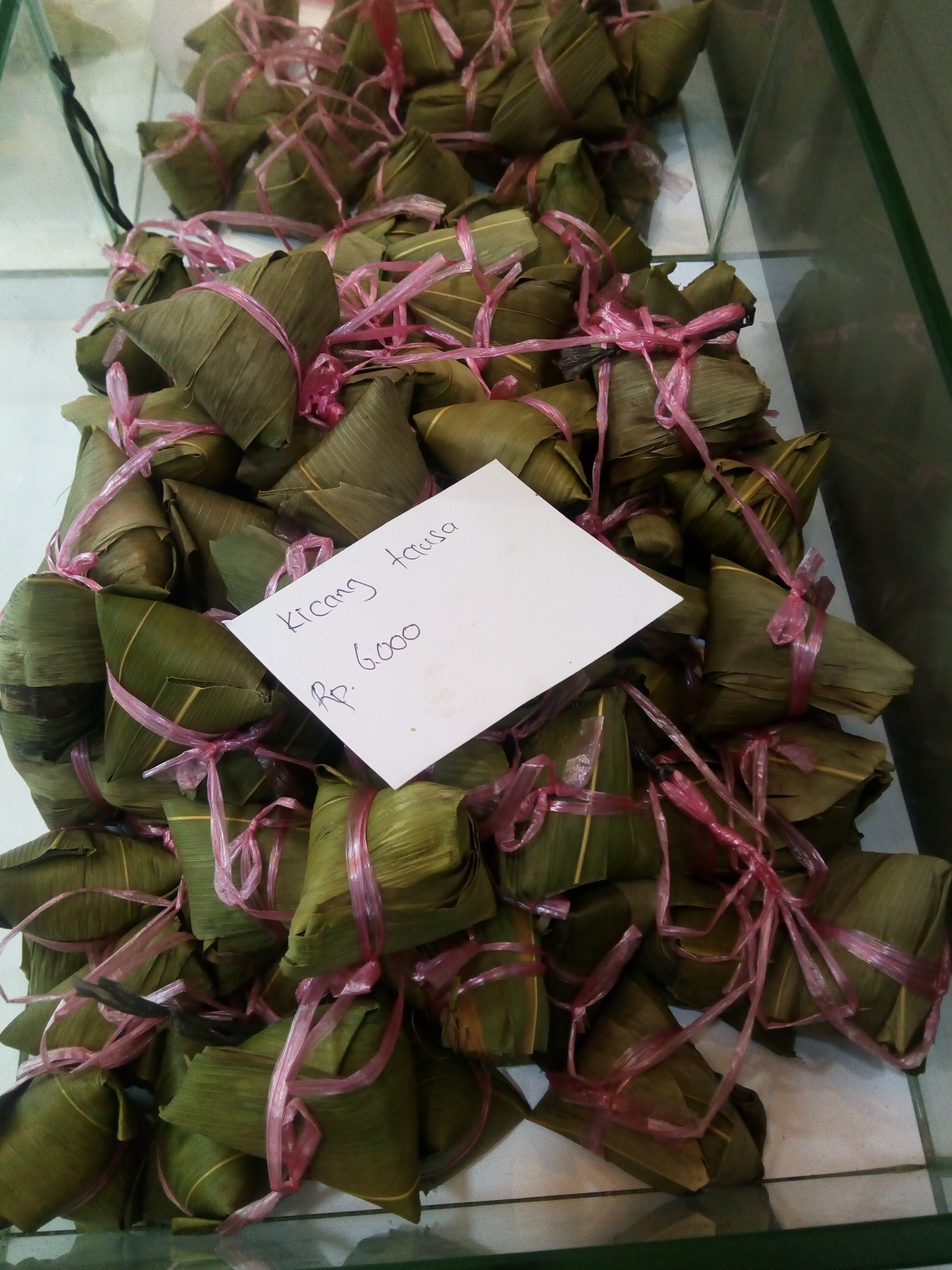
印尼的鹼粽

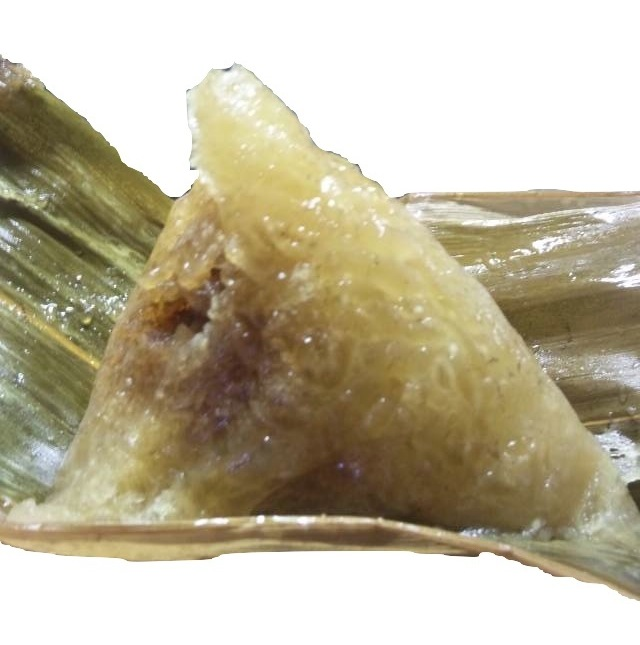
包有紅豆的鹼粽

鹼粽，臺灣稱焿粽（臺灣閩南語：Kinn-tsàng、臺灣客家語：giˊ zung），香港又稱鹼水粽，俗作粳粽，是一種米粒稍呈粘糊狀，口感近似粿的粽子。一般不包餡，本身沒有調味，多沾白糖食用；亦有包紅豆泥作餡者。常見於亞洲，在香港、澳門、廣東沿海、福建、台灣、泰國、印尼等地都是端午節常見的傳統食物，日本也看得到。
古時候的鹼粽，是添加硼砂來獲致粘糊效果，並避免粘住粽葉。但因硼砂對人體有害，所以現今多以鹼粽油（或稱鹼粽水）、鹼粽粉或三偏磷酸鈉取代。鹼粽油（粉）係以碳酸鈉、碳酸鉀製成，均有鹼性和腐蝕性，如不小心直接食用，對人體會造成傷害。以稻草梗燒成灰，溶於水中，等待沈澱，便可以得到天然的鹼水，成分也是以碳酸盐为主（见：草木灰）。
另外「粳粽」的粳，其實就是鹼這個字的閩南語或客語發音的文字化。

## 各種鹼粽
鹼粽在各种粽子中，屬於最具特別风味的粽子，各地皆有不同風味。福州的鹼粽分為原味鹼粽與花生鹼粽。
馬祖的鹼粽亦不包餡，通常會加花生粒或大紅豆。樣子作成圓錐狀，如同冰淇淋的甜筒造型。
閩南鹼粽是在糯米中加入鹼液而成，kinn-tsàng正字寫為「鹼粽」，本字有認為是「鹻粽」。兼具黏、軟、滑的特色，一口咬下，外面是白砂糖的粒粒口感，粘着粽子糯米的软糯，清香黏實。冰透後加上蜂蜜或糖漿尤為可口。由於使用鹼水。广西、广东、福建一带也稱其為鹼水粽。
客家的鹼水粽叫灰水粽，因為傳統的客家灰水粽，製法是先把荔枝柴和龍眼柴燒成灰，然後連上山採摘回來的榕樹葉混合山水一起煲，偶爾還會加上花生苗，煲完再經多重浸泡和十多次的過濾後，待涼就成客家所謂的灰水。由於工序繁複，所以大多会一早就做好，留待端午前才拿出來用，這種灰水雖跟鹼水（亦稱梘水）有異曲同工之妙，但味道相對清淡。
在日本九州南部為主的地區，如鹿兒島縣、宮崎縣、熊本縣南部，也有類似鹼粽的甜點，叫灰汁卷（あくまき）。基本做法與華人的鹼粽大致相同，但不加餡，不加味，形狀扁長，尺寸大。煮熟后，打開切小，加黑糖粉，大豆粉等吃。
广西灵山也产一种。